# Kalcium-fluorid
A kalcium-fluorid (CaF2) a kalcium és a fluor ionos vegyülete. A természetben a fluorit (más néven folypát) kristályban fordul elő és a világ legnagyobb fluorforrása. Vízben gyakorlatilag oldhatatlan. Tömény savakkal viszont reagál, ekkor hidrogén-fluorid fejlődik.
Az anyagnak köbös szerkezete van, melyben egy kalciumatom nyolc fluoratommal koordinálódik, és minden F- iont négy Ca2+ ion vesz körül.
Bár a tiszta anyag színtelen, a szennyeződések miatt az ásvány gyakran színes.

## Előállítása
Ipari célokra főként a természetben található fluoritot használják. Ezt porítják, így kerül forgalomba.
Mesterségesen is előállítható, ha kalcium-klorid oldathoz ammónium-fluorid- vagy nátrium-fluorid oldatot öntenek, majd az ekkor leváló csapadékot híg sósavval melegítik.

## Felhasználása
A kalcium-fluoridból fluort, hidrogén-fluoridot és más fluorvegyületeket gyártanak. A kohászatban az ércek olvadáspontjának csökkentésére szolgál, a folypát név is innen ered. Opálüveg és zománcok készítésére is alkalmazzák. Optikai készülékekben is használják, mert az ultraibolya fényt a kalcium-fluorid-kristályok átengedik.